# Ralf (football)
Pour les articles homonymes, voir Ralf.
Ralf de Souza Teles ou plus simplement Ralf, est un footballeur international brésilien né le 9 juin 1984 à São Paulo. Il évolue au poste de milieu de terrain au Vila Nova FC.

## Clubs
- 2004-déc. 2006 : Sociedade Imperatriz  Brésil
- jan. 2007-2007 en football : XV de Jaú  Brésil
- 2007-déc. 2007 : SE Gama  Brésil
- jan. 2008-2008 : EC Noroeste  Brésil
- 2008-déc. 2009 : Grêmio Barueri  Brésil
- jan. 2010-déc. 2015 : SC Corinthians  Brésil
- depuis jan. 2016 : Beijing Guoan  Chine

## Palmarès
- Champion du Brésil en 2011 et 2015 avec les Corinthians
- Vainqueur de la Copa Libertadores en 2012 avec les Corinthians
- Vainqueur de la Coupe du monde des clubs en 2012 avec les Corinthians
- Vainqueur du Campeonato Paulista en 2013 avec les Corinthians